# Никчи
Никчи (алб. Nikç) је насељено место у општини Велика Малесија у округу Скадар, Албанија. Према попису из 1989. године било је 438 становника.
Никчи су једно од насеља и родова малисорског племена Клименти. Српски етнолог Андрија Јовићевић, 1923. године наводи да Никчи имају 83 кућа и 651 житеља. Село се дели на махале Вукдедај, Гилдедај и Делај.